# Juan Pablo Suárez
Juan Pablo Suárez (Medellín, 30 de mayo de 1985) es un exciclista profesional colombiano. Actualmente, se desempeña como Director Deportivo del equipo Orgullo Paisa Antioquia.

## Trayectoria
En pista, obtuvo medallas de oro en el Panamericanos de Ciclismo de 2009 en la carrera por puntos y 2010 en persecución individual y por equipos.
Debutó como profesional en la temporada 2010 con el equipo EPM-UNE logrando un segundo lugar tanto en la Volta de Gravataí en Brasil, como en la Vuelta a Guatemala. En 2011, su equipo emprendió un viaje a España para disputar 6 carreras donde Suárez destacó, ubicándose en el top 10 en varias de esas pruebas como la Vuelta a La Rioja, el G. P. de Llodio, la Vuelta a Castilla y León y la Vuelta a Asturias. De regreso al continente americano, participó en el Tour do Rio, del cual fue el vencedor además de ganar una etapa. En 2012 fue fichado por el nuevo equipo colombiano de categoría Profesional Continental Colombia-Coldeportes.

## Palmarés en pista
2004
- Campeonato Panamericano de Ciclismo en Pista
  -  Oro en Persecución por Equipos

2009
- Campeonato Panamericano de Ciclismo en Pista
  -  Oro en Carrera por puntos
  -  Oro en Persecución por Equipos
- Juegos Bolivarianos
  -  Bronce en Persecución por Equipos

2010
- Campeonato Panamericano de Ciclismo en Pista
  -  Oro en Persecución individual
  -  Oro en Persecución por Equipos
- Juegos Suramericanos
  -  Plata en Persecución individual

## Palmarés en ruta
2003
- Vuelta del Porvenir de Colombia

2009
- 3.º en los Juegos Bolivarianos en contrarreloj individual

2010
- 1 etapa de la Vuelta de Gravataí
- 2 etapas de la Vuelta a Guatemala
- Clásica de Norte de Santander, más 2 etapas
- 1 etapa del Clásico RCN
- 2 etapas de la Vuelta a Guatemala
- 1 etapa de la Clásica Nacional Marco Fidel Suárez

2011
- Tour de Río, más 1 etapa
- Clásica de Anapoima, más 1 etapa
- Clásica del Café, más 1 etapa

2014
- 3.º en el Campeonato de Colombia en Ruta
- 3.º en el Campeonato Panamericano en Ruta
- Clásica Nacional Marco Fidel Suárez, más 1 etapa

2015
- 1 etapa de la Vuelta a Colombia
- Vuelta Gran Santander

2016
- 1 etapa del Clásico RCN
- 1 etapa de la Vuelta a Colombia
- 1 etapa de la Vuelta a Antioquia
- 1 etapa de la Clásica de Fusagasugá
- Campeonato de Colombia de Contrarreloj por Equipos con el EPM-UNE

2017
- 1 etapa de la Vuelta a Colombia
- Clásico RCN
- Juegos Bolivarianos en Ruta

2018
- 3.º en los Juegos Suramericanos en Ruta
- 1 etapa de la Vuelta a Colombia

2020
- 1 etapa de la Vuelta a Colombia